# فرانک باگناک
فرانک باگناک (انگلیسی: Frank Bagnack؛ زاده ۷ ژوئن ۱۹۹۵) یک بازیکن فوتبال است.